# Непобедимое Солнце (роман)
«Непобедимое Солнце» — роман русского писателя Виктора Пелевина, опубликованный в августе 2020 года. Был высоко оценён критиками.

## Сюжет

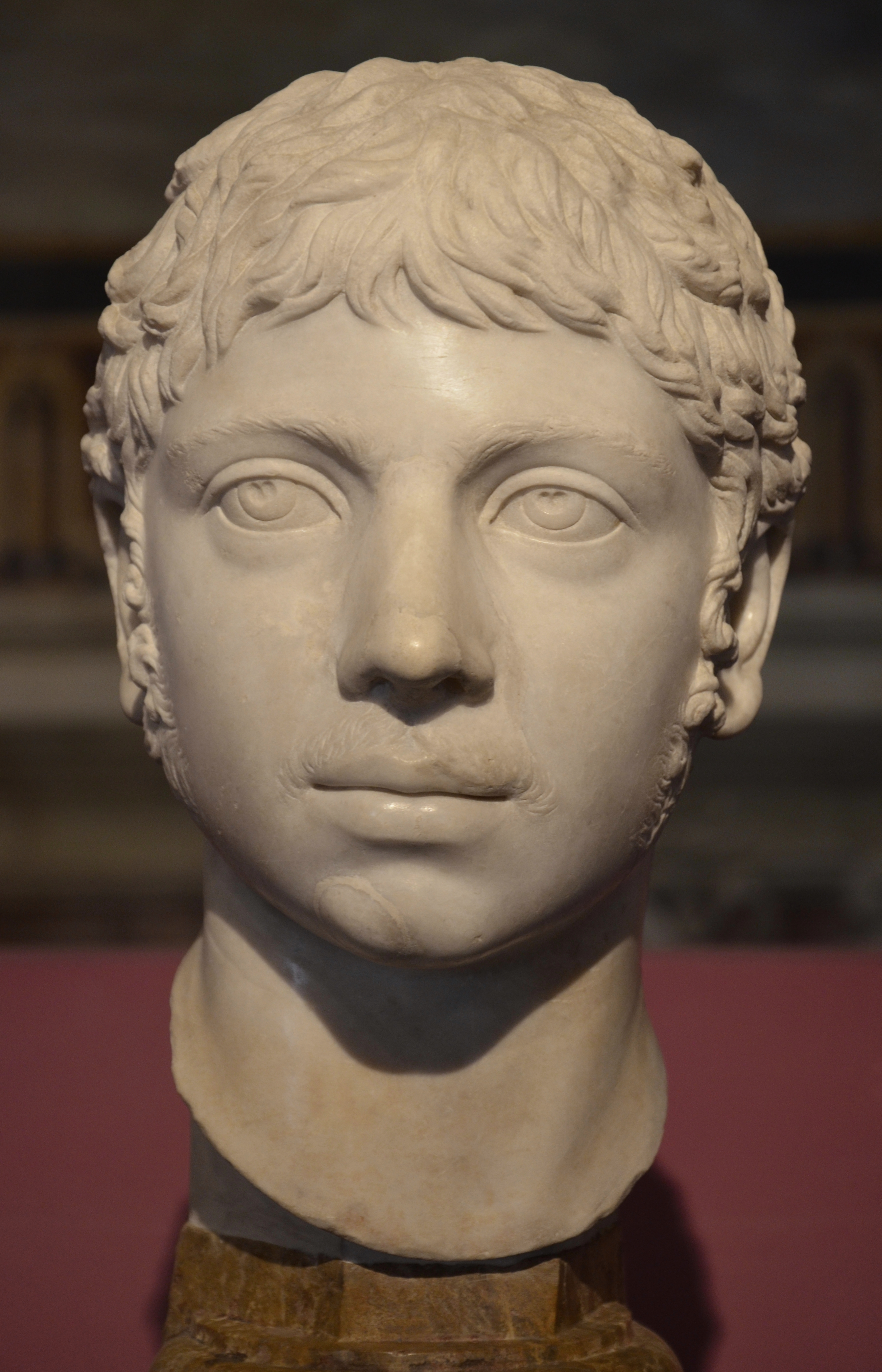
Бюст императора Гелиогабала, описываемый в романе

Действие романа происходит в начале 2020 года. Москвичка Александра (Саша) Орлова получает в подарок от отца 30 тысяч евро, которые должна потратить на путешествие. Она едет в Стамбул, там знакомится с Софьей («Со») и её мужем, американским миллионером Тимом, становится любовницей Фрэнка — американца, изучающего историю римского императора Каракаллы с помощью «некроэмпатии». Чтобы понять Каракаллу, Фрэнк носит такие же причёску, бороду и одежду, путешествует по тем же местам. Саша начинает путешествовать вместе с ним, и однажды Фрэнка убивают двое неизвестных. Его смерть происходит в том же месте и при тех же обстоятельствах, что и смерть Каракаллы.
У Саши остаются от Фрэнка две маски Солнца и Луны, изготовленные из электрума и украшенные чёрным камнем на лбу. Она находит записку Фрэнка с просьбой вернуть эти маски Тиму и Со. Засыпая в одной из этих масок, Саша видит мистические сны, в которых ощущает себя мальчиком-подростком Варием Авитом, будущим императором Гелиогабалом. Она отправляется в Стамбул и в самолёте знакомится с профессором Ахмет Гекчен, который знает её историю. От Тима Саша узнаёт об античном культе Sol Invictus («Непобедимое Солнце»); Гелиогабал был главным жрецом этого культа и управлял миром, танцуя перед священным чёрным камнем, который тоже назывался Sol Invictus. Он перевёз этот камень в Рим, но после гибели императора камень исчез. Выясняется, что этот камень хранится на яхте Тима. Два небольших обломка камня украшают маски, изначально принадлежавшие Каракалле. При помощи камня можно управлять вселенной, а маски позволяют с ним связываться. Однако для того, чтобы активировать камень, нужен soltator — особый человек, который будет танцевать особый мистический танец. Тим и Со просят Сашу найти солтатора.

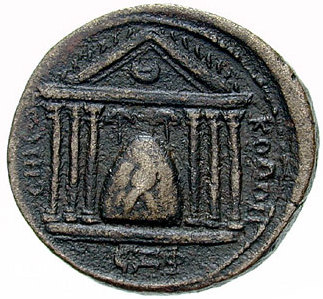
Изображение чёрного камня на римской монете

Саша засыпает в маске с желанием узнать, где искать солтатора, и видит сон, в котором Гелиогабал пишет латинскую фразу Varius Avitus Adero (Varius Avitus — имя Гелиогабала до прихода к власти, Adero означает «я там буду»). Саша понимает, что это намёк на кубинский курорт Варадеро. Перед отъездом на Кубу она встречается с Ахметом Гекченом, который рассказывает, что камень является своего рода проектором, создающим мир, и он несёт большую опасность.
На Кубе Саша встречает проститутку Наоми, похожую внешне на Гелиогабала из её снов. Саша и Наоми занимаются сексом в масках. Заснув в маске Солнца, Наоми узнаёт всю историю и понимает, что soltator — именно она. Саша привозит её на виллу Тима и Со на Тенерифе. Девушки находят там камень и понимают, что Тим и Со — древние божества, эоны. Наоми начинает танцевать перед камнем особый танец, который должен уничтожить мир. Внезапно в зал врывается Ахмет Гекчен с двуми помощниками — теми самыми мужчинами, что убили Фрэнка. Один из них убивает Наоми. Ахмет Гекчен с подручными подбегают к камню, но сгорают от вспышки, когда дотрагиваются до него. Саша понимает, что Наоми успела станцевать уничтожение мира, но не успела исполнить танец его создания, поэтому мир сейчас исчезнет. Тогда Саша начинает танцевать перед камнем сама, создавая новый мир.
Саша открывает глаза и понимает, что находится на тренинге по медитации в Таиланде. Она помнит сразу две жизни — историю про мистический камень и другую, где она путешествовала по Турции, Кубе, Канарским островам и Таиланду. Саша понимает, что создала новый мир, где нет камня, Тима и Со, а Фрэнк и Наоми живы и здоровы.

## Мнения критиков
«Непобедимое солнце» дает нам лишний повод удостовериться, что великий трикстер, главный шутник современности Виктор Пелевин никогда не думает того, что говорит, и не говорит того, что думает, — ни в прежних своих текстах, ни сейчас. И анти-, и профеминистская повестка в его прозе — не более чем шутовская маска, зыбкая проекция наших собственных ожиданий и ментальных клише на плоскость словесности. И тем не менее это нужно отметить и запомнить на будущее: в 2020 году, когда весь мир бредит пандемией, Виктор Пелевин воспарил над злободневностью и внезапно сказал о женщине доброе слово. И даже приложил некоторые усилия для того, чтобы слово это прозвучало убедительно.
— Галина Юзефович для Meduza

«Непобедимое Солнце» можно определить как оккультный роман, с соответствующими авторскими задачами и спецификой жанра. Это способно отпугнуть от новой книги ряд любящих фантастику, но сторонящихся всякой мистики читателей и создать вокруг текста дополнительную завесу непонимания.
— Николай Подосокорский 

В этом романе Виктор Пелевин превзошел сам себя. Да, мы каждый год на протяжении многих лет ждали новый роман Пелевина. Но это — не очередной текст, это — священная книга, которую он наконец-то создал, соотносимая с Библией, Махабхаратой или «Диалогами» Платона. Это книга, написанная в преддверии Апокалипсиса и одновременно отменяющая его.
— Екатерина Дайс 

Воистину таинственна способность автора держать внимание читателя. Ведь тот самый мир, о котором он решает, быть ему или не быть, Пелевин знает примерно на три с минусом по советской шкале. <…> Ни один персонаж Пелевина не имеет ни лица, ни характера, разве кое-какие знаки различия присобачены — например, причёска, как у императора Каракаллы. Сюжет? Цепь довольно однообразных перемещений, диалогов и рассуждений, выписанная гладким бойким слогом, — весь вам сюжет. А читаешь как заколдованный! Это потому, наверное, что сам автор и есть «непобедимое солнце», Пелевин — бог своего мира, играющий бог, занимающий себя от скуки выдумыванием для себя масок и приключений. Сам в себе этот бог не имеет никаких сомнений и действительно приканчивает один мир (книгу), чтобы начать другой. Власть веры в собственную игру у Пелевина так велика и очаровательна, что мощно втягивает массы читателей. Тем более он всегда учитывает их умственные возможности и неплохо адаптирует к ним всевозможную мистику и эзотерику. Получается что-то вроде интеллектуального лимонада — пока пьёшь, приятно и вкусно, а потом — да что потом, какая разница.
— Татьяна Москвина 

## Обвинения в плагиате
Первым о плагиате в романе Виктора Пелевина «Непобедимое солнце» сообщил телеграм-канал «Беспощадный пиарщик». По мнению авторов канала, Пелевин заимствовал идеи из романа десятилетней давности малоизвестного автора Олеси Градовой «Танец с жизнью». Писательница Олеся Градова считает, что ее роман «Танец с жизнью», выпущенный в 2010 году издательством АСТ, стал источником вдохновения для Виктора Пелевина.

Первым триггером была сама героиня — «привлекательная московская блондинка», которая исследует духовные практики (йога, суфизм) и выражает свой «бунт тридцатилетних» через обретения "нового «Я». Второе «напоминание» — это прием повествования от первого лица героини, которая говорит о своей жизни, романах, приключениях. Потом в романе «Непобедимое солнце» появляются уже совсем узнаваемые персонажи — учитель танцев (в моей книге преподавательница суфийского танца), «полубоги» (в моем случае «маги»), а также сюжетные линии — «встречи с интересными людьми», меняющими «точку сборки». Когда в книге Пелевина появился магический камень, мне ничего не оставалось, как спешно дочитывать и ждать финала. Мой «камень» — заброшенный в северном лесу — меняет судьбы. Именно к нему приходит героиня, для того чтобы завершить свою войну с силами Тьмы и «черное» сделать «белым».
— Олеся Градова для Ridus